# Jodocus Hondius
Jodocus Hondius (versión latinizada de Joost de Hondt) (Wakken, 17 de octubre de 1563-Ámsterdam, 12 de febrero de 1612), a veces llamado Jodocus Hondius el Viejo para distinguirlo de su hijo, fue un artista flamenco, grabador y cartógrafo. Es conocido por haber hecho algunos de los primeros mapas del Nuevo Mundo y de Europa, por haber restablecido la reputación de la obra de Gerard Mercator y por sus retratos de Francis Drake. Ayudó a establecer Ámsterdam como centro de la cartografía en Europa en el siglo XVII.

## Biografía
Hondius creció en Gante. En sus primeros años se estableció como grabador, fabricante de instrumentos y de globos terráqueos. En 1584 se trasladó a Londres para escapar de las dificultades religiosas en Flandes.

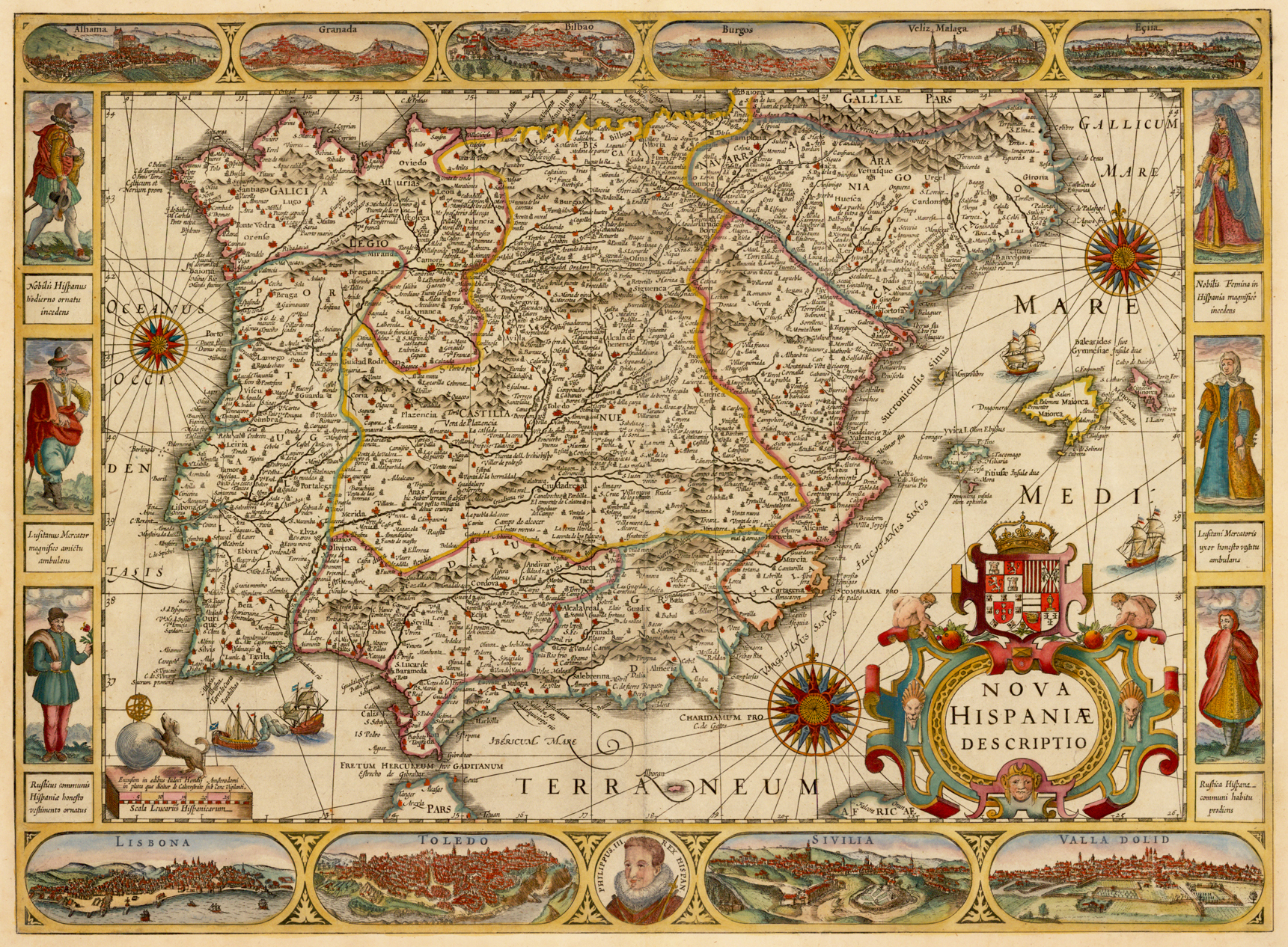
Nova Hispaniae Descriptio, mapa de Hondius con la península ibérica y Baleares (c. 1610).

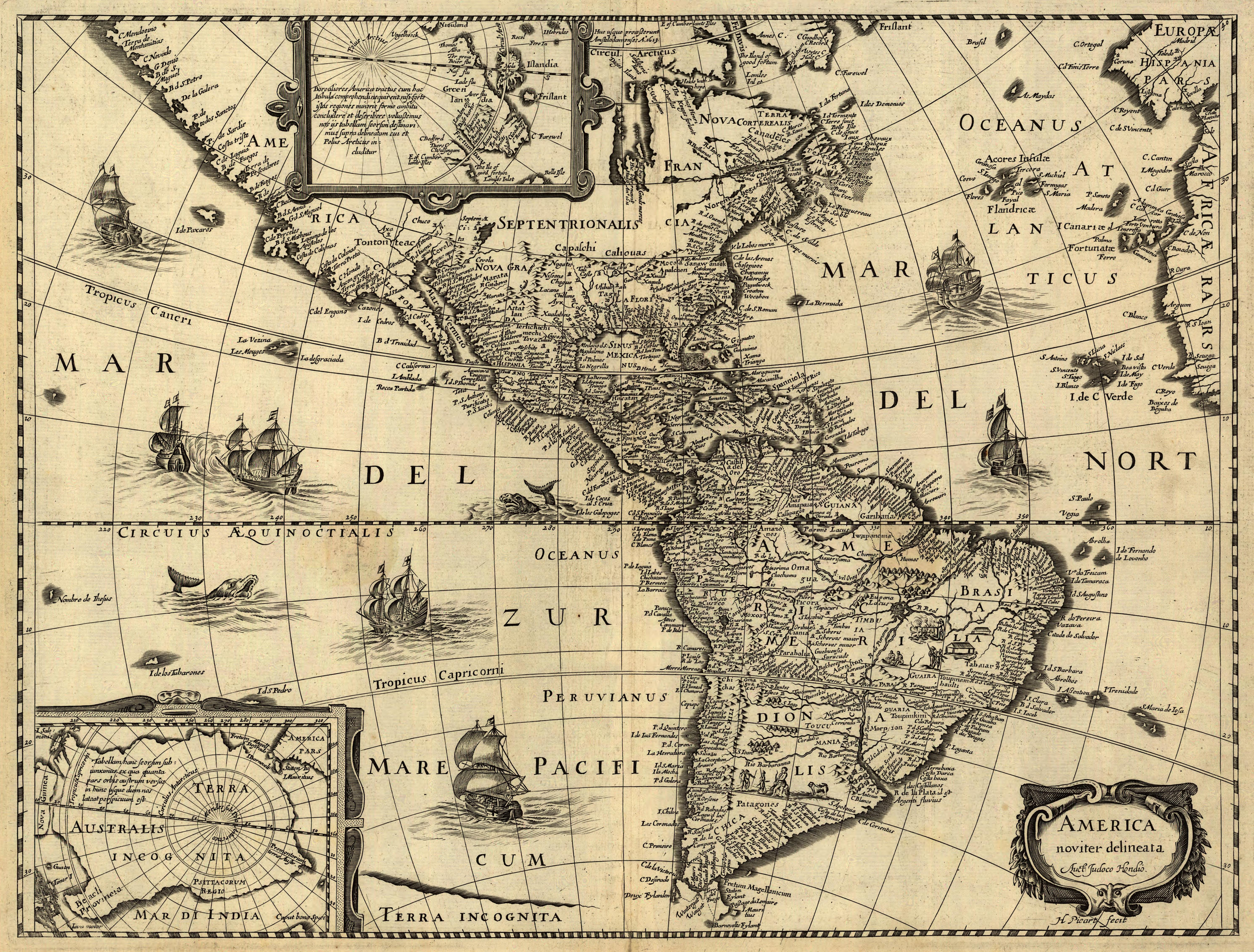
Mapa de Hondius de América.

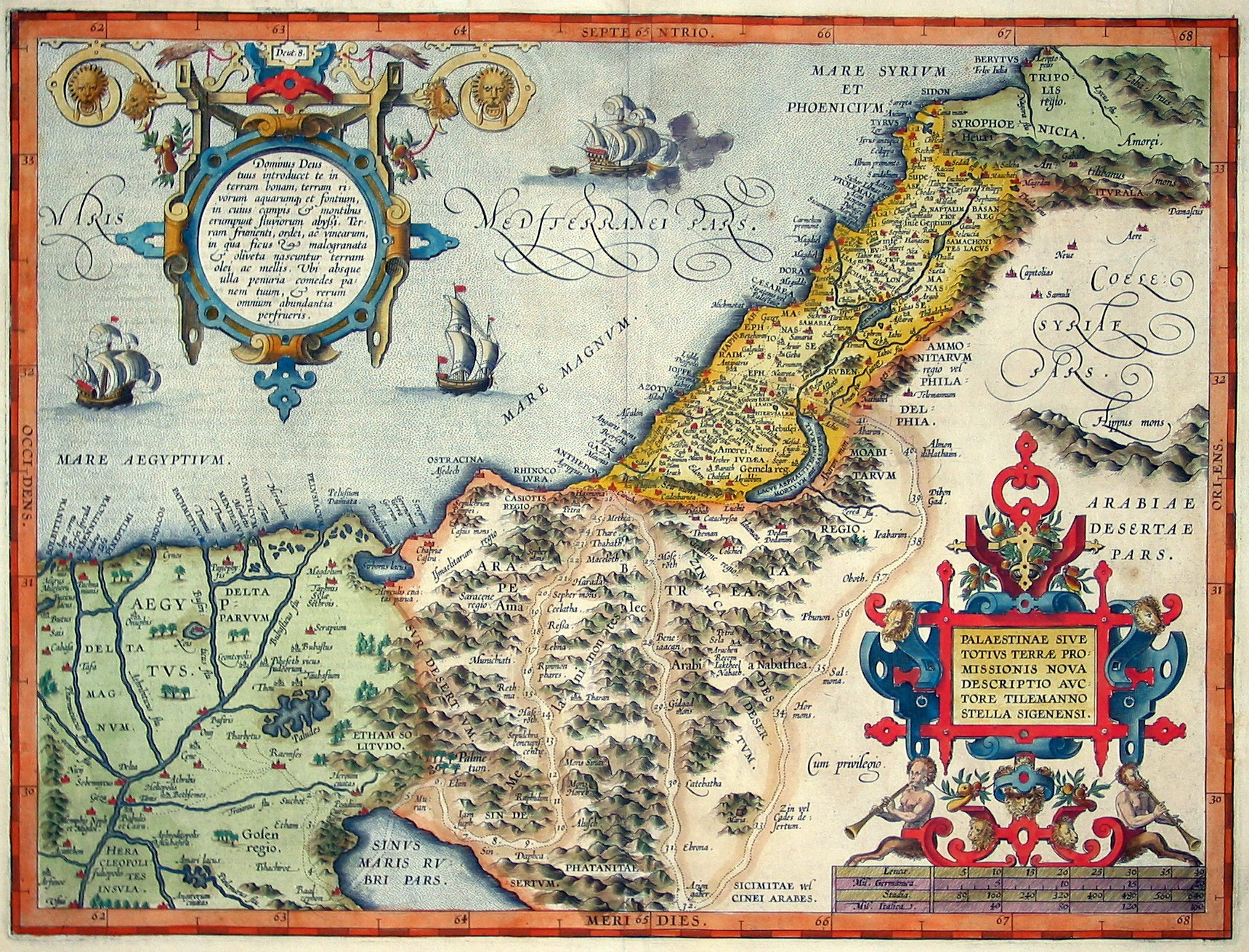
Mapa de Palestina.

Mientras estaba en Inglaterra, Hondius fue fundamental en la difusión de la obra de Francis Drake, que había realizado una circunnavegación del mundo a finales de la década de 1570. En particular, en 1589 Hondius había elaborado un famoso mapa de la cala de New Albion, donde Drake había establecido brevemente un asentamiento en la costa oeste de América del Norte. El mapa de Hondius se basaba en el diario de a bordo y en los relatos de los testigos del viaje y siempre ha alimentado las especulaciones sobre el lugar exacto del desembarco de Drake, que aún no ha sido definitivamente establecido por los historiadores. También se cree que Hondius fue el artista de varios retratos conocidos de Drake que están ahora en la National Portrait Gallery de Londres.

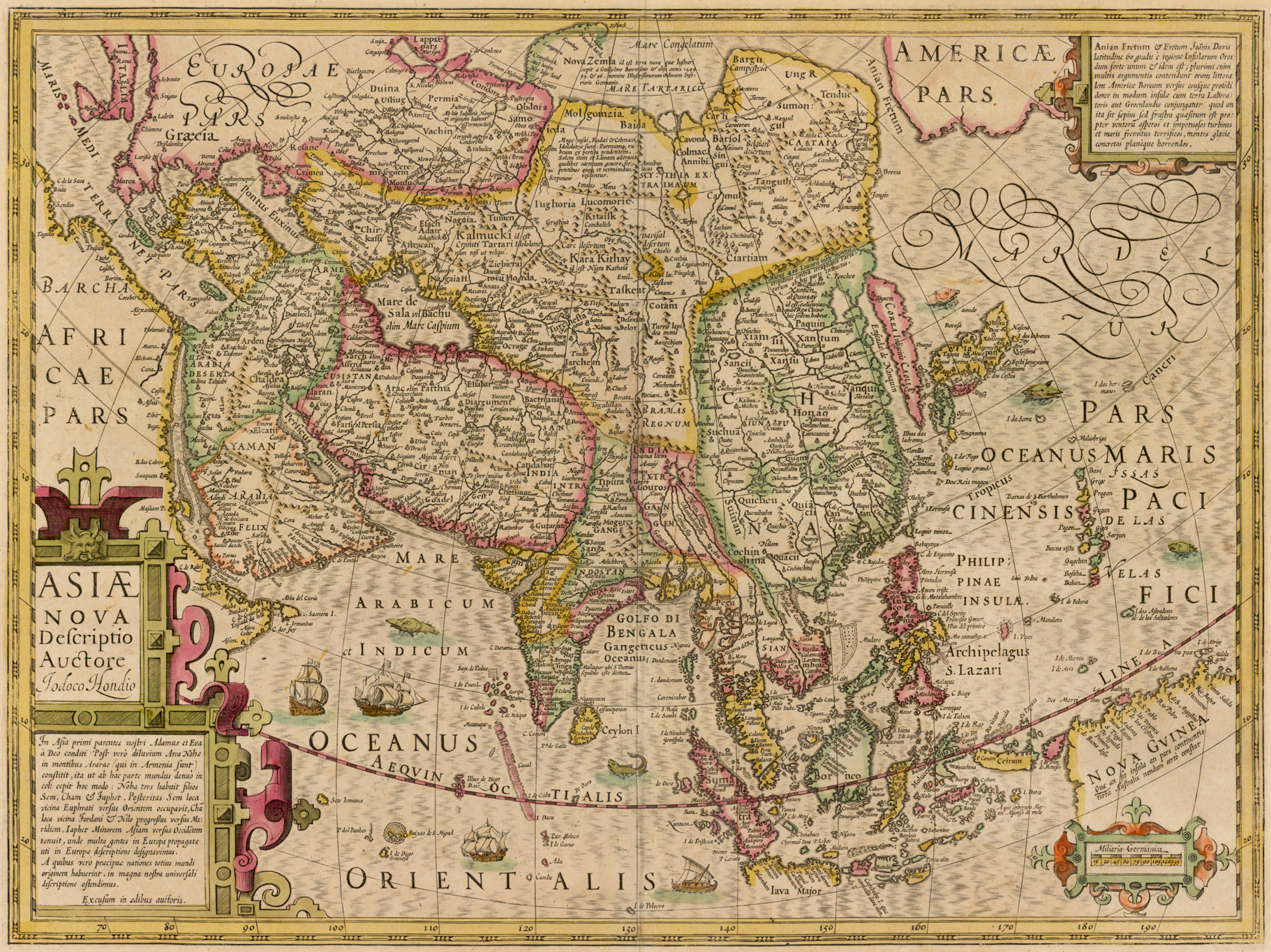
El uso que Hondius (o sus predecesores) hacían de múltiples fuentes puede ser ilustrado por este mapa de Asia, que muestra Pekín tres veces: dos veces como Khanbaliq —Janbalic en la tierra de «Kitaisk» (nombre de China) en el río Ob, y Cambalu, en «Cataia»— y una vez como Paquin (Pekín), en la prefectura de Xuntien (Shuntian).

En 1593 se trasladó a Ámsterdam, donde permaneció hasta el final de su vida. En 1604 compró las planchas del Atlas de Gerard Mercator a uno de sus nietos. El trabajo de Mercator había languidecido en comparación con la obra rival, el Theatrum Orbis Terrarum de Abraham Ortelius. Hondius publicó de nuevo la obra de Mercator con 36 mapas adicionales, incluyendo varios que él mismo había producido. A pesar de la adición de sus propias contribuciones, Hondius dio el crédito completo como autor del trabajo a Mercator, quedando él mismo como editor. La nueva edición de Hondius del trabajo de Mercator fue un gran éxito, vendiéndose hasta después de un año. Hondius publicó más tarde una segunda edición, así como una versión de bolsillo, el Atlas Minor.  Los mapas se han convertido desde entonces en la conocida como «series de Mercator/Hondius».
Entre 1605 y 1610 fue contratado por el historiador y cartógrafo John Speed (1552–1629) para grabar las planchas de su obra The Theatre of the Empire of Great Britaine.
Después de la muerte Hondius en 1612, su trabajo editorial en Ámsterdam fue continuado por su viuda y dos de sus hijos, Jodocus II y Henricus. Más tarde su familia formó una asociación con Jan Jansson, cuyo nombre aparece en el Atlas como coeditor desde 1633. Finalmente, a partir de la primera edición de 1606 en América, se publicaron alrededor de 50 ediciones del Atlas en los principales idiomas europeos. En el mundo islámico, el Atlas fue parcialmente traducido por el académico turco Kâtip Çelebi. La serie es a veces llamada la «series Mercator/Hondius/Jansson» a causa de las contribuciones posteriores de Jansson.
Hondius también realizó un famoso mapa de las Bermudas, la obra Mappa Aestivarum Insularum, alias Barmudas dictarum... (Ámsterdam c. 1633).